# Caroline Kellermann
Caroline Vilhelmine Kellermann, født Fjeldsted, (26. februar 1821 i København–20. maj 1881 sammesteds) var en dansk balletdanserinde. 